# عدنان صادق ارزی
عدنان صادق ارزی (درگذشتهٔ ۱۹۹۰) نسخه‌شناس و متخصص متون فارسی اهل ترکیه است.
وی استاد دانشگاه آنکارا بوده‌است. از او چندین اثر تحقیقی و مقالات متعددی در در دایرةالمعارف اسلام (ترکی) به چاپ رسیده‌است. طی سال‌های ۱۳۴۰ تا ۱۳۵۸ سفرهای متعددی به ایران کرد و با بنیاد فرهنگ ایران و فرهنگستان ادب و هنر ایران نیز همکاری داشت. از میان استادان ایرانی بیش از همه با مجتبی مینوی و محمدامین ریاحی ارتباط داشت. مقاله‌های تحقیقی متعدد از او در نشریات خاورشناسی جهان و دایرةالمعارف اسلامی چاپ استانبول به جا مانده‌است. مجله ترکیات به مدیریت او انتشار می‌یافت.

## کتاب‌های منتشرشده
- مجموعه منشآت دوره سلطان محمد فاتح (تصحیح)، استانبول ۱۹۵۶
- منشآت تاجی‌زاده سعدی چلبی (تصحیح)، استانبول ۱۹۵۶
- تاریخ ابن بی‌بی (چاپ عکسی)، استانبول ۱۹۵۶
- جلد اول از تاریخ ابن بی‌بی (نقد و تصحیح)، استانبول ۱۹۵۶
- دستور دبیری، محمد بن عبدالخالق میهنی (تصحیح)، آنکارا ۱۹۶۲
- رسوم الرسائل، حسن بن عبدالمؤمن خویی (تصحیح)، آنکارا ۱۹۶۳
- غنیةالکاتب، حسن بن عبدالمؤمن خویی (تصحیح)، آنکارا ۱۹۶۳